# Katharina Hess
Katharina Hess (* 22. Oktober 1935 in Solothurn) ist eine Schweizer Schriftstellerin.

## Leben
Hess absolvierte 1955 die Maturität in Solothurn und heiratete im gleichen Jahr den Germanisten Paul Emanuel Müller aus Olten, mit dem sie zwei Töchter hat. Die Familie lebte zunächst in Bern und Schönenwerd. 1965 zog die Familie in den Bündner Luftkurort Davos und schliesslich 1970 nach Chur, wo sich Müller und Hess literarisch fortan Themen und Schauplätzen Graubündens widmeten. Während Müller vornehmlich Lyrik und literaturwissenschaftliche Abhandlungen schrieb, trat Hess als Verfasserin fiktionaler Roman und Erzählungen in Erscheinung. Dabei griff sie gerne Themen von zeitgeschichtlicher Brisanz auf: So handelt ihr Kriminal- und Liebesroman Die Gegenspieler (1975) von einer geplanten raschen Touristifizierung eines Bündner Bergdorfes und den damit einhergehenden Eingriffen in die Landschaften, die Traditionen und die soziale Gemeinschaft. Sie publizierte mit Vorliebe im Verlag Terra Grischuna und liess die Covers oft von Bündner Künstlern wie Rudolf Mirer und Romano Pedretti gestalten. Für ihr literarisches Schaffen gewann sie mehrere Preise.

## Werke (Auswahl)

### Romane
- Nebel im November. Zürich 1966.
- Wer ist Alexander Hirt? Flamberg, Zürich 1970.
- Die Gegenspieler. Chur/Bottmingen 1975.
- Sonnenwende. Chur/Bottmingen 1992.
- Traversina. Chur/Basel 1999.
- Septemberschnee. Chur 2001.

### Erzählbände
- Einer von uns. Erzählungen aus dem heutigen Graubünden. Chur/Bottmingen 1971.
- Ein herbes Kraut. Erzählungen. Chur/Bottmingen 1978.
- Muttersprache. Erzählungen. Chur/Bottmingen 1983.
- Das andere Land. Erzählungen. Chur/Bottmingen 1986.
- Hexenkreis. Erzählungen. Chur/Bottmingen 1989.
- Schattenfrau. Erzählungen. Chur/Bottmingen 1995.
- Später Nachmittag. Erzählungen. Chur 2005.

### Bildbände und Wanderführer
- Das grosse Bündner Wanderbuch. Chur/Bottmingen 1980. (mit Paul Emanuel Müller)
- Bahnerlebnis Graubünden. Chur/Bottmingen 1982. (mit Paul Emanuel Müller)
- Das zweite grosse Bündner Wanderbuch. Chur/Bottmingen 1984. (mit Paul Emanuel Müller)
- Rundwanderungen in Graubünden. Das dritte grosse Bündner Wanderbuch. Chur/Bottmingen 1989.
- Graubünden erleben. Chur/Bottmingen um 1995.
- Märchenhaftes Graubünden. Eine Auswahl von Bündner Märchen und Sagen. Chur 1998.
- Märchenhaftes Wandern in Graubünden. Auf den Spuren von Sagen und Märchen. Chur 2000.
- Gemütliches Wandern in Graubünden. Chur 2011.